# Helen Johns Kirtland
Helen Johns Kirtland (28 mars 1890 - 3 octobre 1979) est une photojournaliste et correspondante de guerre américaine, célèbre pour sa couverture de la Première Guerre mondiale.

## Biographie

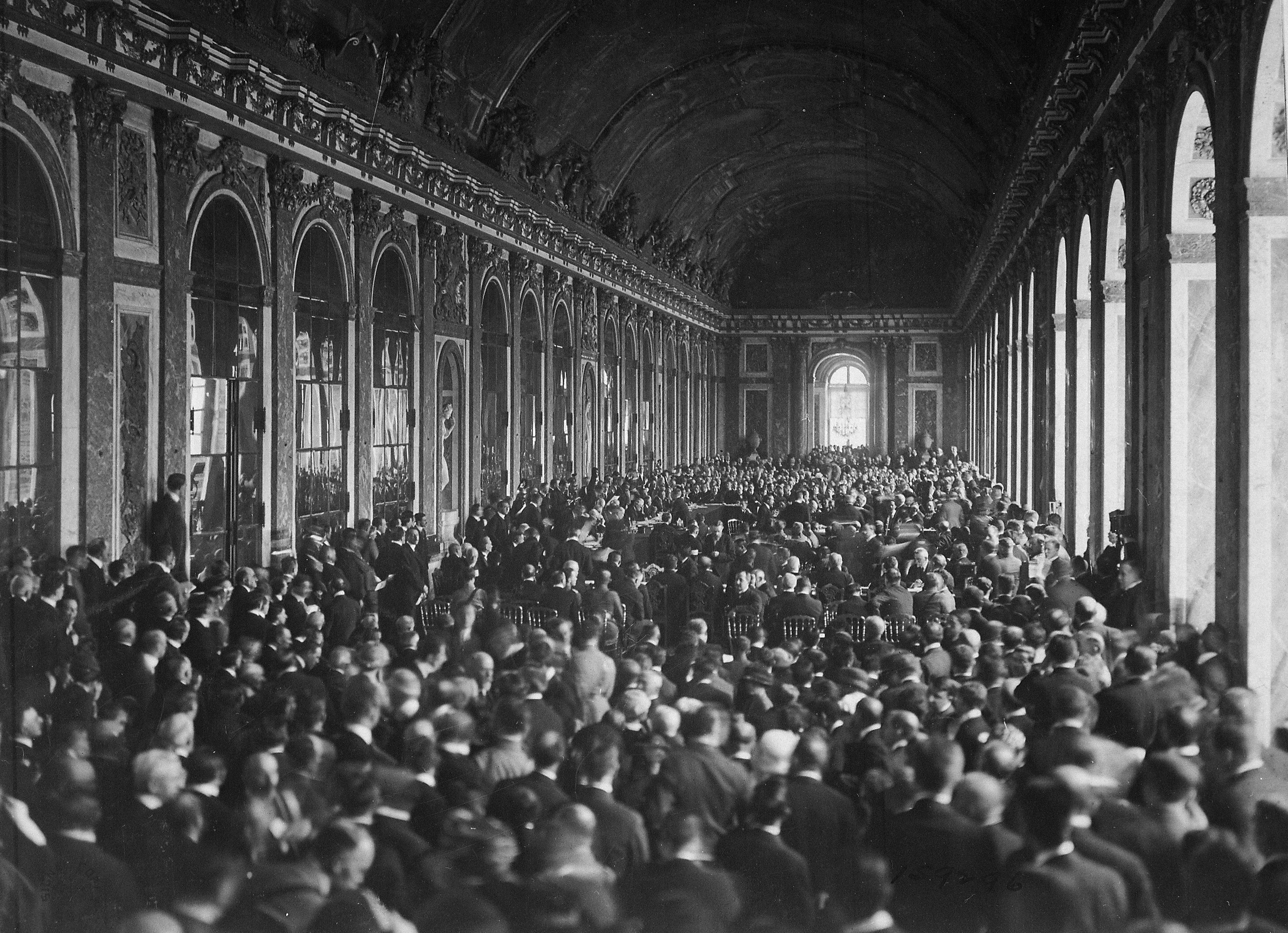
Une photographie de presse prise par Helen Johns Kirtland, pendant la signature du traité de Versailles, en 1919.

Helen Johns naît en 28 mars 1890. Elle est la fille de Henry Ward Johns, fondateur de l'entreprise Johns Manville, et de Emily Warner. Elle grandit à Yonkers. En 1904, elle entame sa scolarité dans une école pour filles en Allemagne. Pendant sa jeunesse, elle visite la Suisse, l'Espagne et la France. Le 7 novembre 1917, elle épouse à New York Lucian Swift Kirtland, un journaliste né en Pologne,.
Pendant la Première Guerre mondiale, elle est en France, correspondante pour Leslie's Illustrated Weekly. Journaliste reconnue, elle collabore avec ses collègues masculins, et visite le front. L'un de ses récits couvre les batailles près de la Piave, dans le nord de l'Italie, et contient des photos des tranchées autrichiennes prises par les Italiens,.
En 1919, l'ouvrage Leslie’s Photographic Review of the Great War inclut plusieurs pages de ses photographies de guerre. Pendant la guerre, elle avait également écrit un article illustré « A Tribute to Women War Workers » (littéralement : Un hommage aux travailleuses de la guerre), où elle explique quelles implications ont les femmes dans le conflit, et comment elles participent à l'effort de guerre aux côtés des Alliés. Ce reportage inclut un rare portrait de Henriette de Poincaré, la femme du président français Raymond Poincaré.
Dans les années 1920, elle travaille avec son mari et ils effectuent ensemble des reportages en Europe et en Asie. Lucian Swift Kirtland collabore avec plusieurs journaux, comme le Harper’s Monthly, American Legion Weekly, ou le New York Herald Tribune. Ces travaux sont illustrés par des photographies prises par Helen Johns Kirtland, mais elle n'est que rarement créditée.
Son mari meurt le 10 octobre 1965. Helen Kirkland meurt à son domicile, à Bronxville, le 3 octobre 1979.